# Johann Heinrich Christoph König
Johann Heinrich Christoph König, auch Heinrich König und Johann Heinrich Christoph  König der Ältere (* 11. November 1777 in Braunschweig, Herzogtum Braunschweig-Lüneburg; † 27. Oktober 1867 in Breslau, Provinz Schlesien), war ein deutscher Historien-, Porträt- und Landschaftsmaler, Radierer und Lithograf, Kunstlehrer und Restaurator.

## Leben
König war Schüler von Johann Heinrich Stobwasser in der Lackwaren-Manufaktur Stobwasser zu Braunschweig. Nach einem kürzeren Aufenthalt in Berlin, wo er sich künstlerisch weiter ausbildete, kam er als 26-Jähriger, also um 1803, nach Breslau. Dort ließ er sich als ausübender Künstler nieder. Außerdem unterrichtete er dort am Matthias-Gymnasium als Kunst- und Zeichenlehrer. Viele junge schlesische Maler jener Zeit waren seine Schüler, etwa Ferdinand Bithorn, Adolf Dressler, Philipp Hoyoll, August von Kloeber, Albert Korneck, Wilhelm Krauß, Carl Friedrich Lessing, Heinrich Mücke, Amand Pelz, Raphael Schall, Julius Scholtz, Robert Weigelt und Amand Zausig. Der Kunsthistoriker Ernst Scheyer nannte ihn daher den „eigentliche[n] ‚Praeceptor‘ der jungen schlesischen Künstlergeneration“ der ersten Hälfte des 19. Jahrhunderts.  
Eine Zeit übte er in beamteter Stellung als Konservator (Restaurator) die Aufsicht über die im Ständehaus der Provinz Schlesien untergebrachte staatliche Kunst- und Antikensammlung aus. Später bildete diese Sammlung den Kern des Schlesischen Museums der Bildenden Künste. Als Kirchenmaler war König für beide christlichen Konfessionen tätig.